# Јард
Јард (енгл. yard) је име јединице мере за дужину у различитим системима: енглески, империјални и амерички. Његова величина се може разликовати од система до система. Данас најчешће коришћени јард је међународни јард. Он износи три стопе или 36 инча или 91,44 центиметара. Јард је обично коришћен за изражавање растојања.
Међународни стандардни симбол за јард је yd.

## Назив
Термин јард потиче од староенглескогgerd, gyrd итд, што се користило за гране, мотке и мерне шипке. То је први пут потврђено у законима Ине из Весекса из касног 7. века, где је поменуто „двориште земље“ мерено у јардландима, старој енглеској јединици за процену пореза која је једнака 1⁄4 хајда. Отприлике у исто време, извештај из Линдисфарнског јеванђеља о гласницима Јована Крститеља у Јеванђељу по Матеју користи јард као грану коју њише ветар. Поред јардланда, стари и средњeенглески су користили своје облике „јарда“ да означе дужине мерења од 15 ft (4,6 m) или 16,5 ft (5,0 m), које се користе у рачунању акра, раздаљине која је сада обично позната као „род”.
Јединица од три енглеске стопе је потврђена у статуту око  1300. године (види доле), али се тамо зове lакат (ulna, дословно „рука“), посебна и обично дужа јединица од око 45 in (1.100 mm). Употреба речи „јард“ (ȝerd или ȝerde) за описивање ове дужине први пут је посведочена у песми Вилијема Ленгланда о Пиерс Пловману. Сматра се да употреба потиче од прототипа стандардних штапова које су држали краљ и његови магистрати (види испод).
Реч „јард“ има хомоним који означава ограђену површину земљишта (двориште). Ово друго значење речи „јард“ има етимологију везану за реч „башта“ и није повезано са јединицом мере.

## Историја

### Порекло
Порекло дворишне мере је неизвесно. Римљани и Велшани су користили вишекратнике краће стопе, али 2 1⁄2 римске стопе је биo „корак“ (лат. gradus), а 3 велшке стопе је биo „пејс“ (вел. cam). Протогермански кубит или дужина до руке је реконструисан као *alinâ, који се развио у староенглески ęln, средњеенглески elne и модерни лакат од 1,25 yd (1,14 m). Ово је навело неке да изведу јарду од три енглеске стопе из ходања; други из лакта или кубита; а неки из стандарда руке Хенрија  (види доле). На основу етимологије другог „јарда”, неки сугеришу да је изворно изведен из обима струка особе, док други верују да је настао као кубна мера. Један званични британски извештај наводи:
Стандардна мера се увек узимала или из неког дела људског тела, као што је стопало, дужина руке, распон шаке, или из других природних објеката, као што је јечам, или друга врста житарица. Али јард је био оригинални стандард који су усвојили рани енглески суверени, и требало је да се заснива на ширини груди саксонске расе. Употреба јарда се наставила све до владавине Хенрија VII, када је уведен лакат, који је био јард и четвртина, или 45 инча. Лакат је позајмљен од париских сукнара. Међутим, касније је краљица Елизабета поново увела јард као енглеску стандардну меру.

### Од лакта до јарда
Најранији запис о прототипу мере је статут  Едгара Капа 8 (959 x 963), који је сачуван у неколико варијанти рукописа. У њему је Едгар Мирољубиви упутио Витенагемота код Андовера да се „мера која је одржана у Винчестеру“ треба поштовати у целом његовом царству. (Неки рукописи напомињу „у Лондону и у Винчестеру“.) Статут Вилијема  на сличан начин се позива на стандардне мере његових претходника и подржава их без њиховог именовања.
Дела краљева Енглеске Вилијама од Малмзберија бележе да је за време владавине Хенрија  (1100-1135), „мера његове руке примењивана да би се исправио лажни лакат трговаца и примењивана је у читавој Енглеској.“ Народна прича да је дужина била ограничена краљевим носом додата је неколико векова касније. К. М. Вотсон одбацује Вилијамов извештај као „детињаст“, међутим Вилијам је био међу најсавеснијим и најпоузданијим средњовековним историчарима. Француско „краљевско стопало“ је требало да потиче од Карла Великог, а енглески краљеви су накнадно више пута интервенисали да наметну краће јединице са циљем повећања пореских прихода.
Најранија сачувана дефиниција ове краће јединице појављује се у Закону о саставу јарда и рода, једном од статута неодређеног датума који је оквирно датиран у владавину Едварда I или  око  1300. Њене формулације варирају у сачуваним извештајима. Један гласи:
Заређено је да 3 зрна сувог и округлог јечма чине инч, 12 инча чине 1 стопу, 3 стопе чине 1 јарду, 5 и по јарди чине род, а 40 рода у дужину и 4 у ширину чине акр.
Компилација Либер Хорн (1311) укључује тај статут са мало другачијим формулацијама и додаје:
И имајте на уму да гвоздени јард нашег господа краља садржи 3 стопе и не више, а стопа треба да садржи 12 инча по правој мери овог јарда, односно 36-ти део овог јарда исправно измерено износи 1 инч ни више ни мање и 5 јарди и по чине род који је 16 стопа и по мерено горе наведеним јардом нашег господа краља.
У неким раним књигама, овај акт је био приложен другом статуту неизвесног датума под називом Статут за мерење земљишта. Тај акт није укинут све до Закона о тежинама и мерама из 1824. године.

## Поређење са другим јединицама
Један међународни јард је једнак:
- 0,9144 метра
- 0,5 фатома (један фатом је једнак два јарда)
- 0,005 паламара
- 3 стопе (једна стопа је трећина јарда)
- 36 инча

Раније, јард је био подељен бинарним методом на два, четири, осам и шеснаест делова који су редом били названи полујард, лакат, прст и нокат.